# Húsavík (Islas Feroe)
Húsavík es una localidad y un municipio de las Islas Feroe, en el sur de la isla Sandoy. El municipio comprende un total de tres localidades y 125 habitantes, de los cuales 76 viven en la capital municipal, el pueblo de Húsavík.
El pueblo de Husávik se encuentra en un pequeño valle surcado por un río, junto a la costa suroriental de Sandoy, rodeado de montañas por el norte, oeste y sur. El puerto de Húsavík, muy pequeño, se encuentra en el lado sur de la pequeña bahía. Húsavík cuenta con una amplia playa de arena, muy útil para la caza de calderones, actividad que se sigue realizando de manera tradicional. La pesca es la actividad económica principal del pueblo, aunque también hay ganadería ovina de subsistencia.
Por el noroeste del pueblo, la zona de relieve más suave, parte una carretera que comunica con Sandur y Skálavík. Por el sur sale una carretera que bordea las montañas por la costa para llegar a Dalur.
El municipio ocupa la quinta parte sur de la isla. Colinda al norte con Skálavík y al noroeste con Sandur.

## Historia

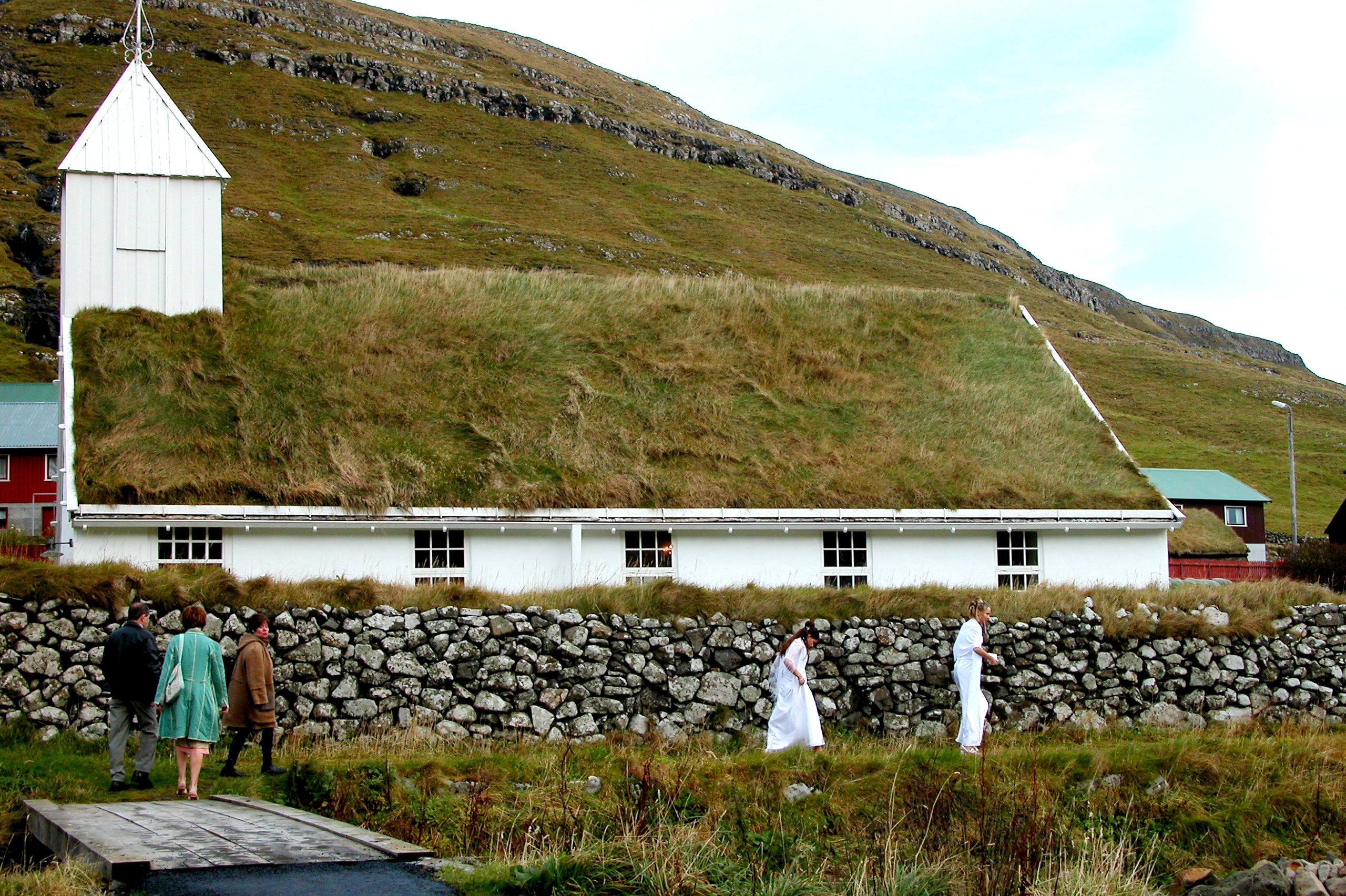
La iglesia de Húsavík.

Húsavík ha estado habitada desde la era vikinga, y la primera vez que se menciona en un escrito es la Hundabrævið, un documento del siglo XIV. Desde tiempos remotos, el pueblo ha estado dividido en dos partes. Enmedio del pueblo hay unas ruinas de lo que fue una granja llamada Heimi á Garði. Esta granja habría sido construida por una mujer semilegendaria conocida como la mujer de Húsavík, que habría vivido en el siglo XIV. Ésta era una mujer de gran riqueza, que poseía todas las tierras de Húsavík e incluso tenía propiedades en Noruega. Se dice que obtuvo su riqueza al venderle al rey de Noruega un cuerno de oro, después de serle revelada en sueños la localización de este.
Unos documentos del siglo XIV, conocidos como las Cartas de Húsavík, se conservan en la Universidad de Copenhague.
La iglesia de Húsavík data de 1863.
El municipio de Húsavík fue creado en 1928, separándose de Sandur.

## Cultura

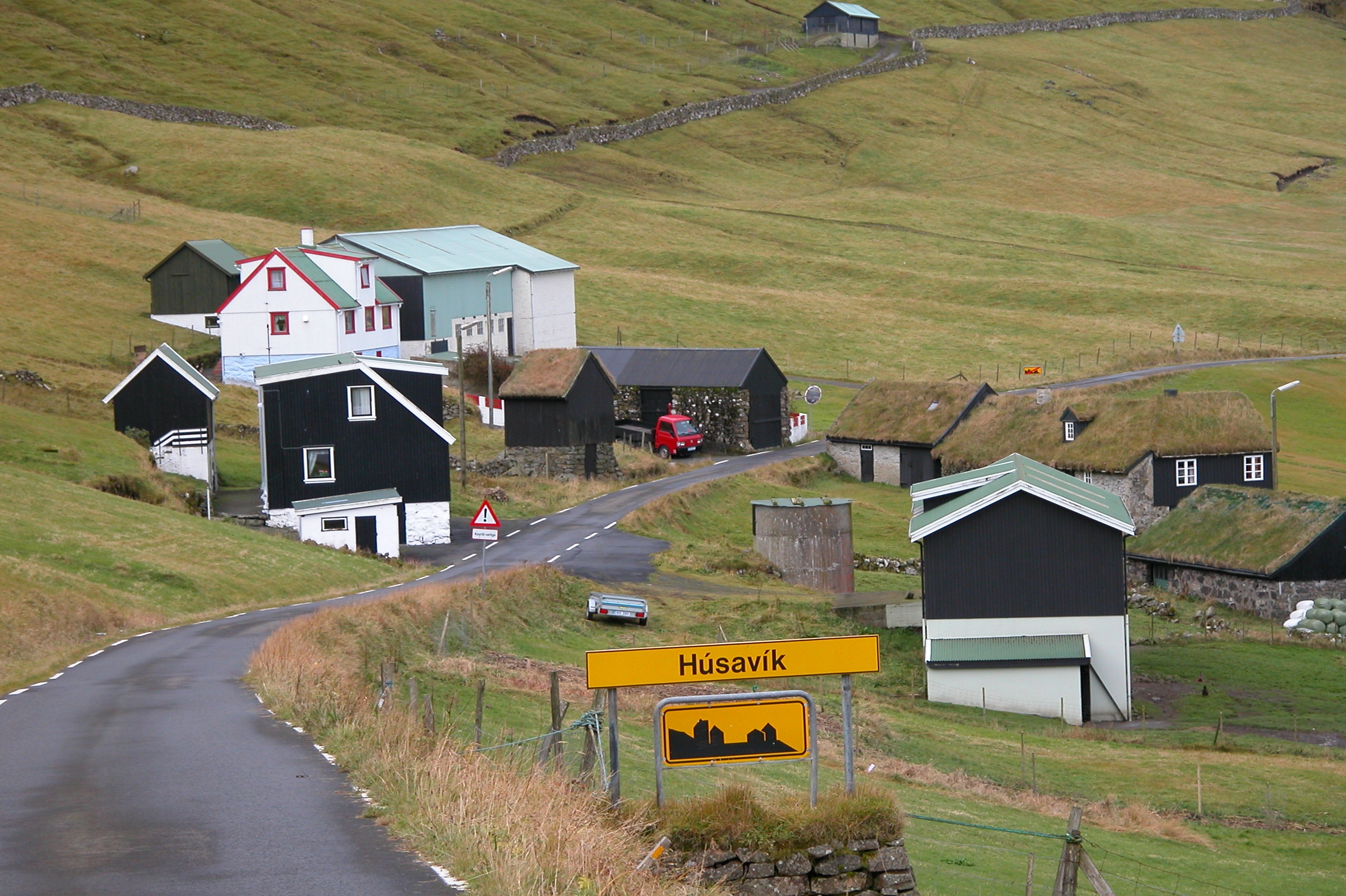
Otra vista del pueblo.

El edificio principal del pueblo es la iglesia, construida en estilo tradicional feroés. Hay algunas casas de arquitectura tradicional elaboradas de piedra o madera con techo vegetal; una de ellas es el museo de sitio de Heimi á Garði, perteneciente al Museo Nacional de las Islas Feroe.
Junto al puerto hay un relieve del artista Tróndur Patursson.

## Demografía
El municipio consiste de 3 localidades poco pobladas: Húsavík —la capital—, localizada al noreste, Dalur, al sur, y Skarvanes al oeste. A pesar de ser el único municipio de Sandoy con más de una localidad, el total de su población es de 125 personas (76 en la capital), siendo el municipio menos poblado de la isla. La población tiende a decrecer: en 1960 se registraba un total de 201 personas, mientras que en 1985 un total de 192. 
El pueblo de Húsavík, por sí solo, ha visto decaer su población de 110 en 1985 hasta los 76 en 2011. Su máximo en los últimos años fue en 1991, cuando se alcanzaron 118 habitantes.
| Localidad | Hab. |
| --------- | ---- |
| Dalur     | 41   |
| Húsavík   | 76   |
| Skarvanes | 8    |
| TOTAL     | 125  |

## Política
Húsavík es gobernado por un concejo municipal de 5 personas, entre las que se encuentra el alcalde. En las últimas elecciones, celebradas en 2008, se presentaron dos listas independientes. El nuevo gobierno tomó posesión el 1 de enero de 2009, siendo el alcalde Jákup Martin Sørensen.